# 선사시대로
선사시대로는 대구광역시 달서구 진천동에 위치한 대구광역시의 선사시대 유적을 활용한 역사 문화 탐방길이자 거리 박물관.  달서구 진천동 거리 곳곳에 달서구에서 발굴된 방대한 양의 선사시대 유물들을 전시해 대중에게 널리 알리고, 선사시대의 역사를 기억하자는 교육적인 목적으로 조성된 공간이다. 지역 내 발굴된 실제 선사 유물들을 선별한 후, 1:10 확대 스케일의 전시 조형물로 제작하여 실제와 똑같이 재탄생시켰다는 것이 큰 특징이다.

## 시설
선사시대로를 둘러볼 수 있는 코스는 총 3개가 존재하며, 5명 이상의 단체 관광객이 신청하면 문화해설사가 동행하여 상세한 설명을 제공한다. 자세한 사항은 자세한 사항은 달서구 홈페이지(dalseo.daegu.kr)에서 확인.
A코스는 진천동 선사유적공원 입석에서 출발하여 고인돌과 돌널무덤 유적지까지 이어지는 구간으로, 약 800m 거리이며 문화해설사의 설명을 들으며 약 왕복 1시간 정도 소요된다. 출발지인 선사유적공원에서는 고인돌 등 10여 점의 유물이 전시되어 있어 기념사진을 찍기에 적합하다.
B코스는 월암로 청동기 유적에서 출발하여 조암로6길 구석기 유적지로 이어지는 코스이다. 이 코스는 2.5km 거리로 왕복 1시간 반 정도 소요된다.
C코스는 관광객이 원하는 코스를 자유롭게 선택할 수 있는 코스로, 상인로 월곡역사박물관을 비롯해 진천 상인 월성동 일대의 선사시대 유적 가운데 원하는 장소를 골라 둘러볼 수 있다.